# Strendur
Strendur (danska: Strænder) är en tätort på Färöarna, belägen på ön Eysturoy. Samhället ligger ytterst vid Skálafjørðurs östligaste del, på öns västsida och är administrativt centrum för Sjóvars kommun. Strendur har missionshus, bank, affärer och vårdcentral, och 1996 köpte kommunen den tidigare danslokalen, som efter utbyggnation fungerar som församlingshus och fritidshus. Vid folkräkningen 2015 hade Strendur 785 invånare. Strendur grundades omkring år 1400.

## Samhälle
Centralt i samhället ligger en av de traditionella färöiska träkyrkorna från 1834, och den tillhörande kyrkogården ligger bit därifrån. Under 2013-14 byggdes en ny kyrka, i anslutning till den äldre. I samhället finns en förskola med plats för 90 barn som öppnade 2006.
Den första skolan i Strendur byggdes 1887. Mellan 1933 och 1963 fanns på skolan fyra klasser med olika årskurser, och 1966 tillkom ytterligare två klasser. 1969 byggdes en ny skola som år 2006 hade 255 elever och 22 anställda lärare. Den tillhörande högstadieskolan är idag täckande för hela kommunen.
Det finns planer på en tunnel, Eysturoyatunnilin, som ska förbinda ön Eysturoy (vid Runavík), med huvudstaden Torshamn. Man räknar att tunneln är färdig och i drift år 2021.

## Befolkningsutveckling
| Befolkningsutvecklingen i Strendur 1985–2015 | Befolkningsutvecklingen i Strendur 1985–2015 | Befolkningsutvecklingen i Strendur 1985–2015 | Befolkningsutvecklingen i Strendur 1985–2015 | Befolkningsutvecklingen i Strendur 1985–2015 |
| -------------------------------------------- | -------------------------------------------- | -------------------------------------------- | -------------------------------------------- | -------------------------------------------- |
|                                              |                                              |                                              |                                              |                                              |
| År                                           |                                              |                                              | Folkmängd                                    |                                              |
| 1985                                         | 1985                                         |                                              | 748                                          |                                              |
| 1990                                         | 1990                                         |                                              | 779                                          |                                              |
| 1995                                         | 1995                                         |                                              | 732                                          |                                              |
| 2000                                         | 2000                                         |                                              | 797                                          |                                              |
| 2005                                         | 2005                                         |                                              | 829                                          |                                              |
| 2010                                         | 2010                                         |                                              | 786                                          |                                              |
| 2015                                         | 2015                                         |                                              | 785                                          |                                              |
|                                              |                                              |                                              |                                              |                                              |